# Col·lecció privada

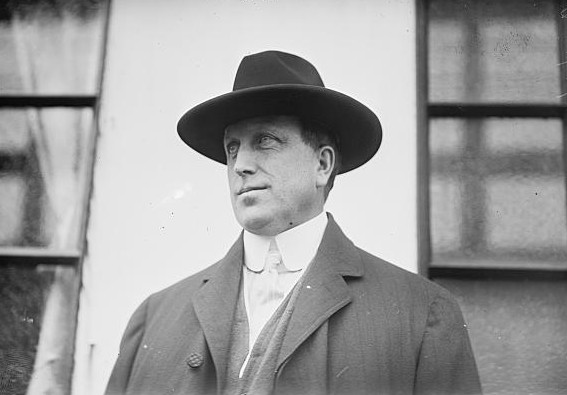
Fotografia de William Randolph Hearst, el controvertit magnat que va col·leccionar art de manera compulsiva.

Una col·lecció privada és una col·lecció (en general d'obres d'art) de propietat particular. Si figura aquesta procedència en la descripció d'una obra, significa que encara que la vegem en un museu públic realment no li pertany, sinó que és un manlleu d'una font no revelada.
La font serà normalment un col·leccionador d'art, encara que pot ser una empresa. El col·leccionisme d'art va florir durant el Renaixement i continua avui dia. Habitualment, la noblesa i els eclesiàstics eren els únics que col·leccionaven art, i després es va imposar aquesta afició entre la burgesia acomodada; així va ocórrer als Països Baixos en l'època de Rembrandt. Encara que el col·leccionisme s'ha estès a la classe mitjana, la creixent inflació de preus ha restringit després l'art de qualitat a rics industrials, de tal manera que ni tan solament els aristòcrates compten amb mitjans suficients per a formar o mantenir col·leccions importants.
| «                 | Col·leccionar és una forma de coneixement que està íntimament lligada a la memòria, i que es caracteritza per la seva riquesa, per la seva capacitat de mobilització, d'afavorir associacions sobtades i de produir vincles no anticipats entre una experiència del present i una del passat. Tota col·lecció s'allunya doncs, de la mera acumulació de records i materials morts, i pot constituir una reserva d'experiències i d'imatges immensa, polimòrfica i oberta. | » |
| — Walter Benjamin | |   |

## Col·leccions reals i col·leccions privades

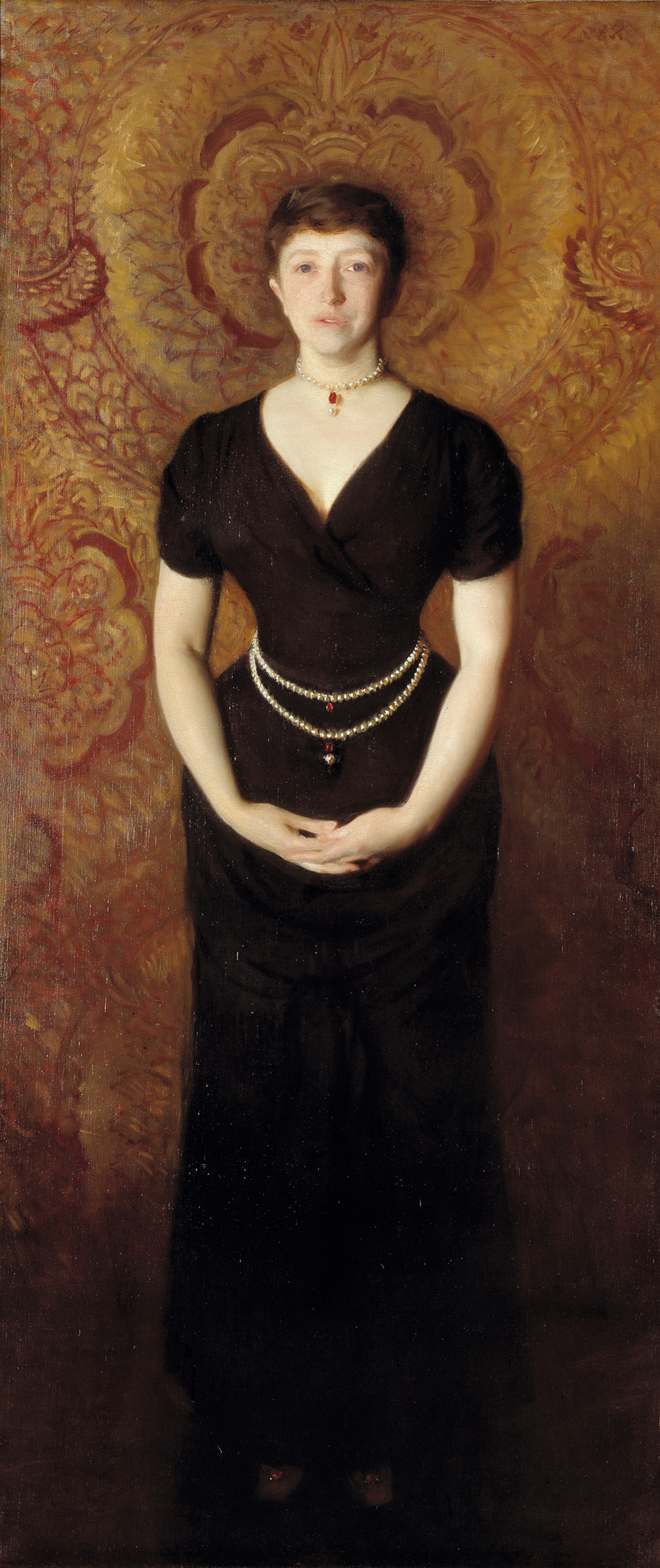
Isabella Stewart Gardner, fundadora d'un museu a Boston, en un retrat de John Singer Sargent.

Tradicionalment, l'art s'ha produït amb el suport de les classes altes, tant per exigències econòmiques com perquè era emprat amb fins propagandístics i decoratius associats al poder. Així ocorria ja en l'època dels faraons, a Mesopotàmia i en totes les civilitzacions antigues, incloent les precolombines.
L'art és tan antic com la Humanitat, però com era article de luxe (no un bé bàsic), les classes humils no tenien fàcil accés a ell. El col·leccionisme sempre s'ha vinculat a les classes domintants, relacionant-lo a l'art i la cultura dels diferents cicles històrics, influint en la creació de judicis estètics i en la mateixa creació artística.
Els primers col·leccionistes van ser els sacerdots i prínceps mesopotàmics i posteriorment els egipcis. Aquests, es feien instal·lar els tallers dels artesans al costat dels seus palaus i esglésies per controlar la producció artística. El col·leccionisme d'art com afició sorgeix de manera bastant clara en el Renaixement, quan es comença a apreciar el mèrit i originalitat de les obres, més enllà de la seva funció original. A partir de llavors, moltes obres d'art ja no es produïen per encàrrec, sinó per a un mercat obert format per col·leccionistes. També llavors va sorgir l'arqueologia, que recuperava vestigis antics per a formar col·leccions que conjuminaven bellesa i història.
Gairebé tots els grans museus europeus estatals deuen el seu origen al col·leccionisme desenvolupat pels reis i governants. És el cas del Museu del Prado, Museu del Louvre de París, Uffizi de Florència, el Museu d'Història de l'Art de Viena, l'Ermitage de Sant Petersburg, etc. Van ser col·leccions que estrictament no es podien anomenar "privades", perquè els reis ostentaven la seva propietat però havien de mantenir-les com béns de la Corona, de tipus hereditari i simbòlic.
Actualment, Elisabet II d'Anglaterra és titular de la Royal Collection, però no pot manejar-la lliurement com col·lecció privada doncs està lligada al patrimoni de la Corona. Es pot dir que és una col·lecció pública, d'ús personal regulat.

## De col·lecció privada a museu
És en els segles xix i xx quan sorgeixen museus creats o impulsats per col·leccionistes particulars. Eren mecenes sense gran historial familiar, però gràcies al seu poder econòmic i a la seva sagacitat, arribaven a reunir grans col·leccions. Aquest és l'origen de gairebé tots els museus nord-americans i de diversos europeus com el Museu Thyssen-Bornemisza.
Les col·leccions privades d'importància es van contar per desenes en els segles XIX i XX, però en la seva majoria es van anar dissolent per peripècies hereditàries o revessos econòmics. Algunes s'han mantingut unides gràcies a la seva exhibició en museus públics, després de donació o compra. És el cas ja citat de la col·lecció Thyssen i de certes col·leccions americanes (Lehman, Kress), incorporades en museus com el Metropolitan Museum de Nova York, que les exhibeixen en sales diferenciades batejades amb el seu nom.

## Museus d'origen privat
Alguns museus d'origen privat són: 

### Catalunya
- Fundació Suñol, a Barcelona. Inclou unes 1.200 obres d'art del segle xx i actual, que es van a mostrar de forma rotativa en la seva seu barcelonina del Passeig de Gràcia.
- Museu Fundació Francisco Gòdia, a Barcelona. Alberga les col·leccions d'un conegut empresari i pilot de Fórmula 1.
- Museu del Modernisme Català, promogut per la família Pinós Guirao, propietaris de la galeria barcelonina Gothsland.
- La Col·lecció d'Automòbils Salvador Claret de Sils. Tot i formar part de la xarxa del Mnactec, té els seus orígens en una col·lecció privada.
- Museu Egipci de Barcelona. Pertanyent a la Fundació Arqueològica Clos, la seva col·lecció permanent està constituïda per més de 1.000 peces de la civilització de l'antic Egipte. Organitza diferents activitats, com ara exposicions temporals i itinerants, cursos, visites guiades, visites nocturnes, viatges i tallers infantils.
- La Col·lecció Gelonch Viladegut (Lleida) gravats i de llibres d'art des del segle xvi cap avui.

### Espanya
- Museu Thyssen-Bornemisza, inaugurat el 1992 a Madrid, després d'un atípic acord d'arrendament entre la família Thyssen i l'Estat espanyol. Un any després, la col·lecció va passar a titularitat estatal gràcies a un acord de compravenda.
- Col·lecció Carmen Thyssen-Bornemisza, formada per la vídua del baró Thyssen. Encara que estrictament no és un museu encara, sinó una col·lecció prestada a diversos museus distints, és presumible el seu futur com museu amb personalitat pròpia.
- Museu Lázaro Galdiano, també a Madrid. Instituït cap a 1951, amb els béns llegats per un magnat de la premsa. S'exhibeix en la seva mansió, que de fet va ser construïda amb aquest objectiu.
- Museu Cerralbo a Madrid, alberga les col·leccions d'art, arqueologia, numismàtica, etc. reunides pel marquès de Cerralbo, promotor d'excavacions.
- Palau de Llíria, a Madrid. Residència principal de la Casa d'Alba, alberga les col·leccions d'art familiars, gestionades per una fundació. Està teòricament obert al públic, però en una modalitat restringida amb cita prèvia.
- Museu Camón Aznar de Saragossa, fundat amb el llegat de l'historiador de l'art del mateix nom. Destaca per les seves obres de Goya.

### Regne Unit
- Royal Collection d'Isabel II, la col·lecció de titularitat reial més important actualment, si bé la reina no pot vendre ni disposar lliurement d'ella. Compte amb enormes fons de dibuixos de Leonardo da Vinci i pintures de Rembrandt, Vermeer, Caravaggio, etc. S'exhibeix en els diversos palaus i castells on resideix la família real, encara que hi ha galeries obertes al públic a Buckingham Palace, Hampton Court, Castell de Windsor… Per altra banda, la reina cedeix en préstec algunes obres importants a museus com el Victoria and Albert Museum i la National Gallery de Londres.
- Col·lecció Wallace a Londres, amb famosíssimes obres com El gronxador de Fragonard i La dama del ventall de Velázquez.

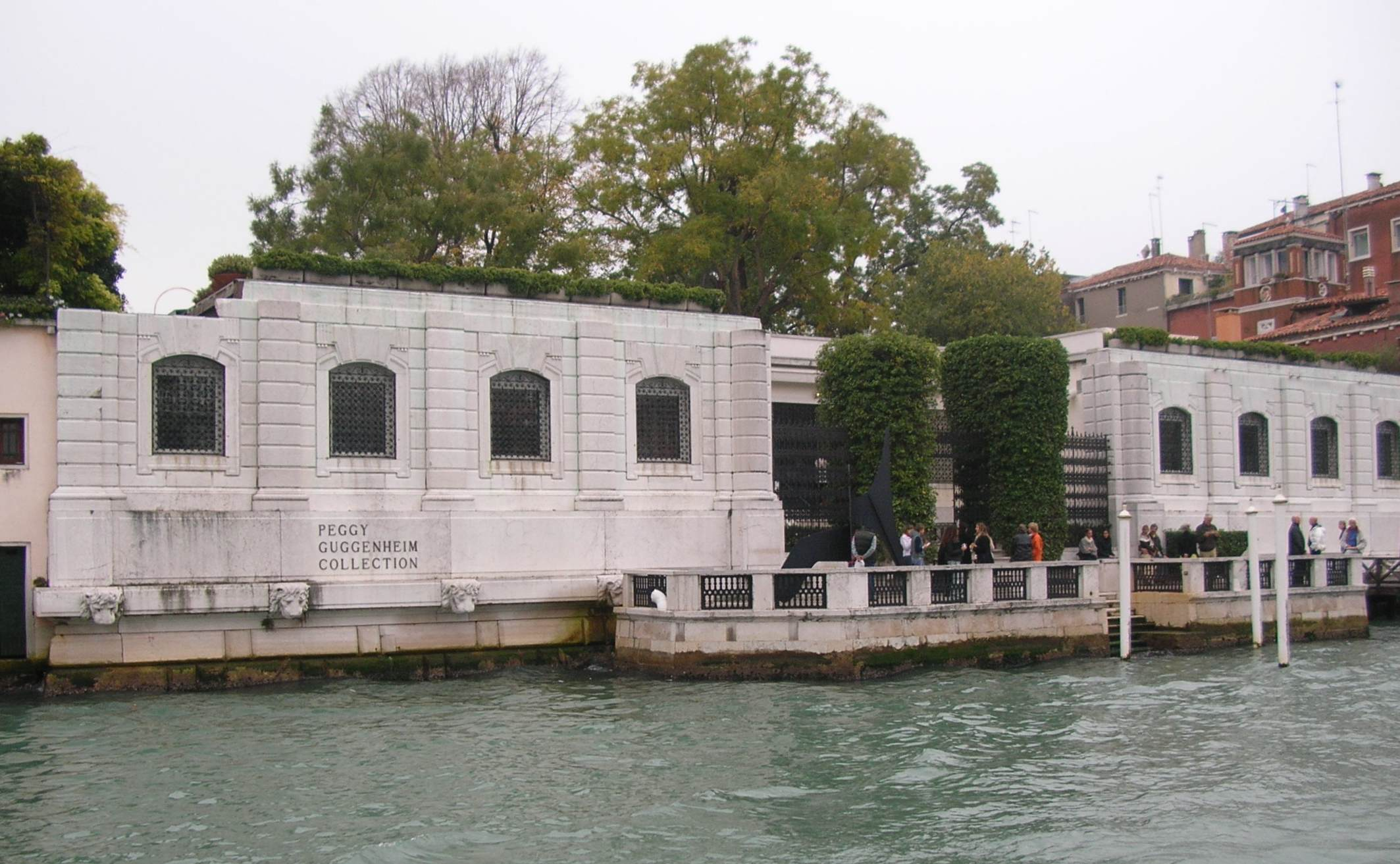
El museu Peggy Guggenheim de Venècia, que alberga les col·leccions formades per aquesta dama i que va donar a condició que es mantinguessin en aquesta ciutat.

- Apsley House, casa-museu del general Wellington, amb obres com L'aiguador de Sevilla de Velázquez.
- Kenwood House, seu del Llegat Iveagh, amb obres de Rembrandt i Vermeer.
- Kingston Lacy, casa senyorial de camp en el comtat de Dorset (Regne Unit). Residència de la saga Bankes durant tres segles, va ser donada al National Trust. Alberga pintures rellevants de Sebastiano del Piombo, Velázquez, Rubens i altres.

### Europa
- Museu Jacquemart-André, en París.
- Museu Oskar Reinhart a Winterthur, Suïssa.
- Col·lecció Harrach a Rohrau, prop de Viena. Propietat de la saga aristocràtica Harrach. S'exhibeix en el seu castell familiar (Schloss Rohrau).
- Museu Calouste Gulbenkian a Lisboa, amb les col·leccions d'un magnat armeni.
- Palazzo Doria-Pamphili, mansió d'un cèlebre llinatge italià, a Roma. Memorables obres de Caravaggio i Velázquez. Està oberta al públic encara que manté la seva condició de propietat privada.
- Museu Horne de Florència, enclavat en un palazzo del barri de Santa Croce. Exhibeix la col·lecció del crític d'art Horne, qui la va llegar a la Comune de la ciutat.
- Museu Liechtenstein en Viena. Encara que aquesta família ha anat venent obres de Leonardo da Vinci i Ribera, posteriorment va comprar una de Rembrandt i va reobrir el seu palau austríac. Compte amb importants originals de Rubens i Van Dyck.
- Institut Städel de Frankfurt, deu el seu nom al col·leccionista Städel.
- La Col·lecció Barbara Piasecka Johnson, consta sota el nom d'una fundació. Encara que no té una seu única, part dels seus quadres s'exhibeixen en una església de Mònaco.

### Estats Units
- Col·lecció Frick, segurament el museu d'origen particular més important de Nova York. Ha estat comparada amb la Thyssen, i molts la consideren millor, no per extensió però sí per nivell mitjà de qualitat.
- Getty Center, gran complex museístic i d'investigació a Los Angeles, fundat amb l'enorme fons financer d'un magnat del petroli, Jean Paul Getty. La seva pinacoteca és la més poderosa actualment per capacitat econòmica.
- Col·lecció Phillips a Washington, amb un envejable grup de pintures impressionistes. Oberta al públic en 1921.
- Fundació Barnes a Filadèlfia.
- Museu Norton Simon a Pasadena, EUA. Impulsat per un empresari, espòs de l'actriu Jennifer Jones.
- Museu d'Art Kimbell a Fort Worth, Texas. Alberga una notable col·lecció reunida pel magnat Kimbell en tot just trenta anys.
- Institut d'Art Clark, a Williamstown (Massachusetts, Estats Units), fundat en 1950 pel matrimoni Clark. Alberga una esplèndida col·lecció impressionista i un famós quadre de Piero della Francesca.
- Museu Walters de Baltimore.
- Museu Ringling de Sarasota (Florida). La seva extensa propietat i primeres col·leccions es deuen A John Ringling, el magnat de circ.
- Museu Isabella Stewart Gardner, en Boston. Alberga, entre altres joies, "El rapte d'Europa", el millor quadre de Tiziano de tota Amèrica.
- Museu Chrysler de Norfolk. Encara que de titularitat pública des de la seva fundació, deu gran part de les seves col·leccions (i el seu nom) a la donació efectuada per Walter P. Chrysler Jr., propietari de la famosa signatura d'automòbils.
- Museu Franz Mayer de Mèxic, fundat amb les col·leccions d'aquest empresari alemany.
- Fundació Guggenheim, instituïda a Nova York i després enriquida amb més adquisicions i estesa amb altres seus a Bilbao, Venècia…
- La col·lecció Freer es va convertir en una part important de la Smithsonian Institution de Washington (la galeria d'art Freer).